# Daniel Barbu
Daniel Constantin Barbu (n. 21 mai 1957, București, România – d. 18 martie 2024) a fost un istoric român, senator de București din partea PNL, fost ministru al culturii în perioada 21 decembrie 2012 - 12 decembrie 2013.

## Studii
A absolvit Liceul Nicolae Bălcescu din București (în prezent Colegiul Național Sfântul Sava) în 1976. Este licențiat în istoria artei la Institutul de Artă din București, pe care l-a absolvit în 1980. Are un doctorat în istorie, obținut la Universitatea Babeș-Bolyai din Cluj în 1991. Între 1991 și 1993 a urmat studii doctorale în cadrul facultății de teologie la Universitatea din Fribourg, Elveția. De asemenea a fost auditor al Școlii de Înalte Studii în Științele Sociale din Paris și a mai susținut cu succes un doctorat în filosofie la Universitatea din București, în 1999.

## Carieră
Daniel Barbu a activat ca muzeograf în cadrul Muzeul de Istorie și Artă al Municipiului București, din 1981 până în 1986, la Oficiul pentru patrimoniul cultural. Între anii 1987 și 1998, a fost cercetător științific, la fostul  Institut de Studii Sud-Est Europene al Universității din București, actualmente Academia Română.
Conferențiar universitar la Facultatea de Științe Politice și Administrative a Universității din București, 1993 - 1996.
Din 1997 a fost numit printr-un ordin de ministru al ministrului învățământului, profesor de știință politică la Universitatea din București.
În 1999, prin alt ordin al ministrului educației naționale, a fost numit conducător de doctorat în științe politice, și confirmat în 2007 de ordinul ministrului educației, cercetării și tineretului.

## Activitate

### Experiență academică
- 1993 -  Cercetător invitat, la Institutul Pontifical Oriental din Roma.
- 1993 - 1994 -  Profesor invitat, al Școlii de Înalte Studii în Științele Sociale din Paris
- 1995 -  Director de Studii invitat, al Școlii de Înalte Studii în Științele Sociale din Paris.
- 2000 -  Profesor invitat la Universitatea Națională din Atena și masteratul de studii europene.
- 2001 -  Profesor invitat la Departamentul de Știință Politică al Universității din Pittsburgh, Pennsylvania, în Statele Unite ale Americii
- 2002 -  Savant în rezidență în cadrul programului Fulbright, la Universitatea de Stat Jackson, din Mississippi
- 2004 - Profesor invitat la Institutul de Studii Politice, din Bordeaux, Franța.
- 2005 - Profesor invitat în Departamentul de Istorie, la Universitatea central europeană, (Central European University), din Budapesta
- 2009 - Profesor invitat la Institutul de Studii Politice, din Aix-en-Provence, în Franța.

### Responsabilități academice
- 1994 - 2000 - Decan al Facultății de Științe Politice și Administrative a Universității din București.
- 1999 - 2011 - Director al Institutului de Cercetări Politice al Universității din București.
- 2002 - 2004 - Decan al Facultății de Științe Politice a Universității din București
- 2002 - 2010 - Vicepreședinte al Comisiei de sociologie, științe politice și științe ale comunicării a Consiliului Național de Atestare a Titlurilor, Diplomelor și Certificatelor Universitare.
- 2004 - 2011 - Director al Școlii doctorale de știință politică a Universității din București.
- 2004 - 2010 - Șef al catedrei de știință politică a Universității din București.
- 2012 - Director al Consiliului Studiilor Universitare de Doctorat al Universității din București
- 2012 - Membru al Consiliului Național de Atestare a Titlurilor, Diplomelor și Certificatelor Universitare, președinte al Comisiei de sociologie, științe politice și administrative.

### Experiența profesională
- 1990 - 1996 -  Secretar științific al comitetului de redacție, la revista de studii sud-est europene (Revue des Études Sud-est Européennes).
- 1990 - 1991 - Director al Editurii Meridiane.
- 1990 - 1993 - Redactor șef al revistei catolice „Verbum”.
- 1991 - 1992 - Director general al cotidianului Realitatea Românească.
- 2001 - 2010 - Director al revistei Studia Politica (Romanian Political Science Review).

### Activitatea științifică
Din 1990, a susținut peste 30 de conferințe și prelegeri la: - Școala de Înalte Studii în Științe Sociale din Paris ( École des Hautes Études en Sciences Sociales ),la numeroase alte universități de prestigiu atât din Europa cât și din Statele Unite ale Americii.
Este autor a 11 cărți, publicate în România și Germania de edituri precum; -  Meridiane, Antet, Babel, Nemira, Editura Universității din București și altele.
De asemenea, este autorul a peste 100 de studii publicate în volume colective editate în România și în străinătate, în revistele academice românești, precum și internaționale, cu comitet de lectură (Annales, Revista Istorică, Anuarul Institutului de Istorie și Arheologie A.D. Xenopol din Iași, Studii și Cercetări de Istoria Artei, Revista de Istorie și Teorie Literară, Arts Transsilvaniae, cercetări de Istorie și Civilizație Sud-Est Europeană, Sud-Estul și Contextul European. Buletin, Arhiva Genealogică, Arhivele Totalitarismului, Polis, Xenopoliana).
A mai publicat peste 50 de articole în reviste și volume românești și străine fără comitet de lectură (Sfera Politicii, Verbum, Viața Românească, Secolul 20, Provincia, Idei în Dialog, Altera, Historia, Politics&Media etc.)
Și peste 200 de articole de presă în săptămânale și cotidiane românești (România Liberă, Realitatea Românească, Cotidianul, Adevărul, Contrapunct, Dilema, Curentul, Ziarul Financiar, Cuvântul, etc.).

### Activitatea publică
- 1990 - 1991 - Membru al Comisiei Naționale a Monumentelor, Ansamblurilor și Siturilor Istorice.
- 1997 - 1998 - Consilier de stat în cadrul Președinției României.
- 1997 - 1998 - Membru în Conseil Permanent de la Francophonie.
- 2000 - A fost decorat cu cea mai înaltă distincție oferită de statul român, Ordinul național Steaua României, pentru activitatea în domeniul învățământului superior.
- 2012 - În luna august 2012 a fost consilier prezidențial al președintelui interimar Crin Antonescu, șef al departamentului de analiză politică al administrației prezidențiale. Pe 9 decembrie a candidat în alegerile parlamentare pe listele PNL și a fost ales senator în colegiul 5 din București (67,5% din sufragii, 48.750 de voturi).

## Controverse
- Daniel Barbu a fost printre inițiatorii legii speciale pentru Roșia Montană, care a declanșat proteste fără precedent în România față de mineritul cu cianuri. Protestatarii i-au cerut explicit demisia încă din septembrie, de la începutul mișcărilor de stradă. Ulterior, Ordinul Arhitecților din România și mai multe ONG-uri i-au cerut să plece din funcție, pentru că ar fi pierdut un studiu de evaluare a patrimoniului de la Roșia Montană.[4]
- A fost acuzat că a acceptat desființarea unor instituții culturale cu tradiție doar pentru a face economii la buget, precum Teatrul Național de Operetă "Ion Dacian", Centrul Național al Dansului București și Centrul Național de Artă "Tinerimea Română".[4]
- În luna decembrie 2013, la Craiova, a declarat că suma alocată programului național pentru prevenirea și tratarea HIV/SIDA este prea mare în comparație cu cea alocată programelor Ministerului pe care îl conduce. De asemenea, a sugerat că prin desființarea sau reducerea acelui program, s-ar putea organiza mai multe festivaluri sau s-ar putea extinde Festivalul Shakespeare.[5] [6] Aceste declarații au dus la autosesizarea Consiliul Național pentru Combaterea Discriminării.[7][8] Senatorul PSD Mircea Geoană a calificat intervenția lui Daniel Barbu drept o „declarație nefericită”[9] iar Președintele Senatului, Crin Antonescu, a cerut demisia acestuia, [10] ceea ce s-a și materializat următoarea zi.[11]

## Critici
În septembrie 2016 a declarat că politicienii din România au o ocupație mai periculoasă decât misiunile soldaților în Afganistan.
Afirmația i-a adus intense critici în presă.